# 卢拉斯
卢拉斯（義大利語：Luras），是意大利撒丁大区薩薩里省的一个市镇。总面积87.03平方公里，人口2720人，人口密度31.3人/平方公里（2009年）。ISTAT代码为104015。